# Processus de branchement
En théorie des probabilités, un processus de branchement est un processus stochastique formé par une collection de variables aléatoires. Les variables aléatoires d'un processus stochastique sont indexées par les nombres entiers naturels. Les processus de branchement ont été développés en premier lieu pour décrire une population dans laquelle chaque individu de la génération {\displaystyle n} produit un nombre aléatoire d'individus dans la génération {\displaystyle n+1}. Par exemple, une population de bactéries dans laquelle chaque individu, indépendamment des autres, produit un nombre aléatoire de descendants à chaque pas de temps. Les processus de branchement peuvent aussi être utilisés pour modéliser d'autres systèmes avec des dynamiques similaires, par exemple la propagation de noms de familles dans une généalogie ou de neutrons dans un réacteur nucléaire.

## Formulation mathématique
La formulation la plus commune d'un processus de branchement est le processus de Galton-Watson. On définit récursivement la variable aléatoire Zn à valeurs dans {\displaystyle \mathbb {N} } pour désigner la taille de la population à la génération n, en commençant par {\displaystyle Z_{0}:=1}. Supposons qu'on ait défini Zn pour {\displaystyle n\geq 0}. On définit alors {\displaystyle (X_{n,i})_{i\leq Z_{n}}} un vecteur de variables aléatoires i.i.d à valeurs dans {\displaystyle \mathbb {N} }, dont chacune désigne le nombre de descendants de l'individu i de la population à la génération n. On pose alors
{\displaystyle Z_{n+1}:=\sum _{i=1}^{Z_{n}}X_{n,i}}
On peut également représenter le processus de branchement sous la forme d'une marche aléatoire. Posons {\displaystyle S_{0}:=1}. Considérons {\displaystyle (X_{i})_{i\in \mathbb {N} }} un vecteur de variables aléatoires iid. On définit alors récursivement:
{\displaystyle S_{i+1}=S_{i}+X_{i+1}-1=\sum _{j=1}^{i+1}X_{j}-i}
et on arrête la marche si elle touche 0. Cette marche aléatoire s'appelle la marche de Lukasiewicz. Ici i ne représente plus le temps mais quelque chose de plus abstrait. Pour comprendre cette représentation, imaginez que l'on parcoure la population à travers les générations en visitant un individu à la fois, et que Si représente le nombre d'individus découverts non visités (notre but étant de visiter tous les individus). Chaque fois que l'on visite un individu, on peut retirer cet individu de Si (d'où le -1), mais on découvre par la même occasion tous les enfants de cet individu (notés Xi), que l'on ajoute donc au total des individus découverts non visités. On peut alors choisir l'un des individus découverts non visités à visiter ensuite. Si l'on atteint 0, c'est que tous les individus de la population ont été visités. On peut également voir cela comme si les individus ne se reproduisaient qu'un à la fois (en mourant sur le coup).

### Processus de branchement en temps continu
Pour les processus de branchement en temps discrets, le "temps de branchement" est fixé à 1 pour tous les individus (tous les événements de branchement ont lieu à des temps entiers). Pour les processus de branchement à temps continu, chaque individu attend un temps aléatoire à densité sur {\displaystyle \mathbb {R} } (c'est-à-dire continu). Une fois ce temps écoulé, l'individu se divise en un nombre aléatoire de descendants. Les temps d'attente de différents individus sont indépendants, et sont indépendants de leur nombre de descendants une fois qu'ils se reproduisent. Dans le cas où le temps d'attente suit une même loi exponentielle pour toute la population, le processus est Markovien.

#### Exemple: Processus de Crump-Mode-Jager
Un processus de branchement de Crump-Mode-Jagers est un processus de branchement particulier. Ce processus est défini comme suit: en partant d'un individu né au temps 0. Cet individu a un nombre aléatoire de descendants N, nés à des temps aléatoires {\displaystyle (\xi _{i})_{i=1}^{N}} selon un processus de Poisson {\displaystyle \Xi }  sur {\displaystyle [0,\infty )}, dont les descendants suivent la même loi de manière indépendante (translatée à leur date de naissance),. Ce processus a des implications importantes pour l'étude en biologie des dynamiques de populations.

## Probabilité d'extinction à terme
Une question centrale dans la théorie des processus de branchements est la probabilité d'extinction à terme, probabilité qu'il ne reste plus personne après un nombre fini de générations. Le modèle le plus simple est le processus de Galton-Watson, où la population débute avec un seul individu à la génération (discrète) zéro, et où chaque individu se reproduit indépendamment des autres selon une même loi de moyenne μ. Dans ce cas l'espérance de la taille de la population à la génération  n est μn. Si μ < 1, alors l'espérance de la taille de la population tend vers 0 à une vitesse exponentielle, ce qui implique une probabilité d'extinction à terme de 1. Si μ > 1, alors la probabilité d'extinction à terme est inférieure strictement à 1 (mais généralement différente de 0). Si μ = 1, alors l'extinction à terme a lieu avec probabilité 1, sauf dans le cas extrême où chaque individu a exactement un descendant.
En écologie théorique (en), le paramètre μ d'un processus de branchement s'appelle le taux de reproduction de base.

## Processus de branchement taille-dépendants
Les processus de branchements taille-dépendants sont pertinents, typiquement, lorsque des phénomènes de régulation interviennent à l'échelle de la population tout entière. Par exemple, en écologie intervient couramment une capacité porteuse qui limite la taille maximale de la population par la quantité de ressources disponibles.
Krishna Athreya a identifié trois types de processus de branchements taille-dépendants couramment utilisés. Il s'agit de mesures de branchement sous-critique, stable, et super-critique.

## Simulation de processus de branchements
Les simulations de processus de branchement sont beaucoup utilisés en biologie évolutive,. Les arbres phylogénétiques, par exemple, peuvent être simulés par des processus de branchement, ce qui permet de reconstituer l'histoire passée de populations à partir de données de séquençage génétique.

## Processus de branchement multitype
Dans un processus de branchement multitype, les individus ont chacun un type parmi n (potentiellement infini). À chaque pas de temps (dans un cadre discret), un individu de type i produit un nombre aléatoire d'individus de chaque type dont la loi dépend de i. Un événement de branchement pour un individu est donc donné par un vecteur aléatoire de  {\displaystyle \mathbb {N} ^{n}} avec une certaine loi.
Par exemple, prenons une population de Cellules Souches Cancéreuses (CSCs) et non-cancéreuses (CSNCs). À chaque pas de temps, chaque CSC produit deux CSCs avec probabilité {\displaystyle p_{1}} (division symétrique), produit une CSC et une CSNC avec probabilité {\displaystyle p_{2}}(division asymétrique), produit une CSC avec probabilité {\displaystyle p_{3}} (stagnation), et meurt (ne produit rien) avec probabilité {\displaystyle 1-p_{1}-p_{2}-p_{3}} ; parallèlement, chaque CSNC produit deux CSNCs avec probabilité {\displaystyle p_{4}} (division symétrique), produit une CSNC avec probabilité {\displaystyle p_{5}}(stagnation), et meurt avec probabilité {\displaystyle 1-p_{4}-p_{5}}.

### Loi des grands nombres pour les processus multitype
La loi forte des grands nombres pour les processus de branchement multitypes stipule que, sous certaines conditions, conditionnellement à la croissance exponentielle de la population, la proportion des différents types converge presque sûrement à un vecteur constant.
Pour les processus de branchement à temps continu, les proportions des différents types au sein de la population vérifient un système d'équations différentielles ordinaires, qui a un unique attracteur vers lequel converge le système.
La monographie d'Athreya et Ney  résume les conditions sous lesquelles cette loi des grands nombres est valide. Ces conditions ont été affinées depuis,.